# 培養土

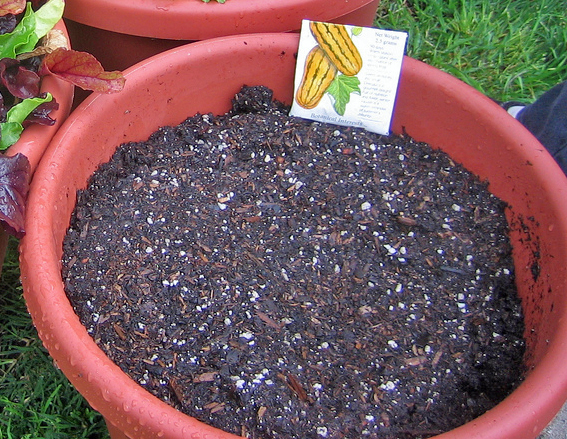
培養土を入れて花の種を蒔いた鉢

培養土（ばいようど、culture soil）とは、植物を栽培するために、腐葉土、砂、ピートモス、バーミキュライト、石灰などのほか、肥料を一定の割合で混ぜ合わせた土。市販のものも多くあるが、栽培する植物に合わせて自作することも有効である。
| サブスタブ | この項目は、まだ閲覧者の調べものの参照としては役立たない、書きかけの項目です。この項目を加筆・訂正などしてくださる協力者を求めています。このテンプレートは分野別のサブスタブテンプレートやスタブテンプレート（Wikipedia:分野別のスタブテンプレート参照）に変更することが望まれています。 |